# وينغ هانغ وونغ
وينغ هانغ وونغ (بالإنجليزية: Wing-Hung Wong)‏ هو إحصائي أمريكي، ولد في 1953.